# Gustave Chancel
Pour les articles homonymes, voir Chancel (homonymie).
Gustave Charles Bonaventure Chancel, né le 18 janvier 1822 à Loriol-sur-Drôme et mort le 5 août 1890 à Montpellier, est un chimiste et universitaire français.

## Biographie
Gustave Charles Bonaventure Chancel naît le 18 janvier 1822 à Loriol, dans la Drôme. Il est le fils de Pierre Bonaventure Chancel, maire de Loriol, et de son épouse, Sophie Jeanne Caroline de Pirch.
Professeur à la Faculté des sciences de l'université de Montpellier, Gustave Charles Bonaventure Chancel fut aussi recteur de l'Académie de Montpellier et membre correspondant de l'Académie des sciences, dont il reçut le prix Jecker en 1884. Il meurt le 5 août 1890 à Montpellier.

## Distinctions
- Chevalier de la Légion d'honneur (13 août 1866)[3]
- Officier de la Légion d'honneur (décret du 9 juillet 1886)[3]
- Prix Jecker (1884)

## Ouvrages scientifiques
- Thèses de chimie et de physique présentées à la Faculté des sciences de Paris en avril 1848 : Recherches sur la formation et la constitution des produits pyrogénés. - Sur les rapports physiques qui existent entre les différents systèmes cristallins.
- Précis d'analyse chimique qualitative à l'usage des Médecins, des Pharmaciens, des Aspirants aux grades universitaires et des Élèves des laboratoires de chimie, Victor Masson, 1855, ouvrage coécrit avec Charles Gerhardt.